# Edith Kosterlitz
Edith Kosterlitz (geboren am 26. Juni 1904 als Edith Dosmar in Mönchengladbach; gestorben am 12. Juli 1994 in New York) war eine deutsche Juristin und Aktivistin, die zur Zeit des NS-Regimes lebte. Sie war für ihre Untergrund- und Passarbeit in Belgien und ihr Engagement für Restitution bekannt.

## Leben und Wirken

### Kindheit und Jugend
Kosterlitz kam als erstes von zwei Kindern von Arthur Dosmar (1871–1936) und Mathilde Tilly Dosmar (1877–1947) zur Welt und wurde in eine kaufmännische Familie hineingeboren. Sie wuchs in Wuppertal auf: ihr jüngerer Bruder Kurt Joachim John Dosmar war als Journalist und Wirtschaftswissenschaftler tätig; ihr Vater ein angesehenes Vorstandsmitglied der Jüdischen Gemeinde. Kosterlitz besuchte, wie zuvor ihre Mutter Mathilde, ein klassisches Lyzeum und wechselte 1918 auf ein Realgymnasium in Wuppertal-Barmen, an dem sie im Frühjahr 1924 das Abitur absolvierte.

### Studium und Lehre
Nach ihrem Abitur fing sie 1924 an, Rechtswissenschaften an der Universität zu Köln zu studieren. Anschließend wechselte sie an die Universität Bonn und 1926 an die Universität Frankfurt am Main und bestand dort 1930 die Erste Juristische Staatsprüfung.
Noch während ihres Studiums wurde sie Vorstandsmitglied der 1916 gegründeten nichtzionistischen Kameraden und des Jung-Jüdischen Wanderbunds (JJWB), einer zionistisch-sozialistischen Jugendorganisation. Als Referendarin wurde sie in den Oberlandesgerichtsbezirk Düsseldorf aufgenommen.
1932 schloss Kosterlitz ihre Dissertation mit dem Titel „Schutzaufsicht für Jugendliche“ ab. Da sie schon während des Studiums mit jugendlichen Straffälligen in Bonn arbeitete, konnte sie die gewonnenen Erfahrungen in die Dissertation einfließen lassen.
Zur Zweiten Juristischen Staatsprüfung erhielt sie allerdings keine Zulassung mehr. Als Jüdin wurde sie aufgrund des Gesetzes zur Wiederherstellung des Berufsbeamtentums im September 1933 aus dem Justizdienst entlassen.

### Exil Belgien
Nach dem Abschluss ihrer Dissertation emigrierte Kosterlitz aufgrund der Machtübernahme durch die Nationalsozialisten im Juni 1933 nach Brüssel. Dabei kam ihr zugute, dass sie aufgrund ihrer Schulbildung gut Französisch sprach. Anfangs war sie dort als Privatsekretärin und Hauslehrerin tätig. Von 1935 bis 1940 arbeitete sie als juristische Mitarbeiterin eines Brüsseler Rechtsanwalts. Nach dem Tod ihres Vaters 1936 und der Emigration ihres Bruders, reiste Kosterlitz' Mutter 1939 zu ihrer Tochter nach Brüssel. Anfang August 1942 tauchten die beiden bis zur Befreiung Belgiens am 4. September 1944 unter. In diesen Jahren lebten sie in ständiger Angst vor Entdeckung, besonders dann, als Kosterlitz von Bekannten hörte, dass sie und ihre Mutter auf der Deportationsliste stünden.

### Exil USA
Nach dem Kriegsende ging Kosterlitz mit ihrer Mutter 1947 in die USA, wodurch die Familie erneut zusammengebracht werden sollte. Dort bekam sie 1953 die amerikanische Staatsbürgerschaft. Während dieser Zeit war sie in einer Garage für Verbindungsarbeit zwischen belgischen und französischen Untergrund-Organisationen zuständig, bei der sie Informationen und Ausweisdokumente sammelte.

### Beruflicher Werdegang
In Brüssel arbeitete Kosterlitz als Privatsekretärin und Hauslehrerin, von 1935 bis 1940 als juristische Hilfsarbeiterin eines Brüsseler Rechtsanwalts. Anfang 1940 begann sie im Untergrund in Zusammenarbeit mit dem Intergovernmental Committee for European Migration (ICEM) mit der Herstellung von hunderten gefälschten Ausweisen und der Nachrichtenübermittlung für belgische und französische Widerstandsgruppen. Gegen Ende des Zweiten Weltkriegs war sie zwei Jahre lang Leiterin des Comité Israélite de Réfugiés Victimes des Lois Raciales (COREF) in Brüssel, wobei sie 1947 als dessen Delegierte auf der ersten Konferenz des Council of Jews in Germany arbeiten durfte. Eine erneute Anfrage der deutschen Justiz, als Richterin zurückzukehren, wies Kosterlitz entschieden ab. Nach ihrer Emigration in die USA 1947, war sie ein Jahr für die American Federation of Jews from Central Europe (AFJCE) tätig. Zudem war sie ab 1948 Mitarbeiterin sowie ab 1978 geschäftsführende Direktorin der United Restitution Organization (URO) in New York. Aufgrund ihrer Tätigkeit wurde Kosterlitz zur Spezialistin für Restitutionsansprüche. Durch eigene Antragsstellung auf Restitution wurde sie nachträglich zur Regierungsrätin ernannt.

### Privates
Kosterlitz heiratete 1958 Otto Kosterlitz, welcher 1953 über Großbritannien und El Salvador nach New York ausgewandert war. Auch sie blieb in New York, hielt Vorträge zum Jugendrecht und blieb so auch im Exil ihrem Rechtsgebiet treu.
In New York war Kosterlitz – so wie ihr Vater – Mitglied der jüdischen Gemeinde Congregation Habonim, des Leo Baeck Institute, der Blue Card, einer von deutsch-jüdischen Einwanderern in New York gegründeten Wohlfahrtsorganisation sowie des Exekutivausschusses der American Federation of Jews from Central Europe Processing (AFJCE).
Edith Kosterlitz verstarb am 12. Juli 1994 in New York.

## Werke
- Schutzaufsicht für Jugendliche, Diss. Bonn 1932.
- Dosmar-Kosterlitz, Edith: Zur Beweislast bei Entziehung des Mobiliars deportierter Juden, in: Die Wiedergutmachung, 5. September 1958.